# Farvernes sang
Farvernes sang er en dansk portrætfilm fra 1997, der er instrueret af John Menzer efter manuskript af ham selv og Kim Menzer.

## Handling
Den over 90 år gamle, franske non-figurative maler, Maurice Estève, er repræsenteret på museer verden over. I dette nænsomme portræt oplever seerne Estève i dyb koncentration i atelieret, og her fortæller han om sit liv, sin kunstneriske udvikling og sin store arbejdsglæde. Folkene bag filmen er blandt andre komponisten Kim Menzer, der i sit musikalske arbejde har været inspireret af Estèves billeder, og hvis musik ledsager de mange malerier der ses, samt den franske filmmand Jean Claude Carrière, der har skrevet manuskripter for Bunuel.